# Phomopsis padina
Phomopsis padina är en svampart som först beskrevs av Pier Andrea Saccardo, och fick sitt nu gällande namn av Dietel 1912. Phomopsis padina ingår i släktet Phomopsis och familjen Diaporthaceae.   Inga underarter finns listade i Catalogue of Life.